# 青葉通プラザ
青葉通プラザ（あおばどおりプラザ）は、仙台市青葉区中央に所在するオフィス・商業ビル。

## 概要
仙台市都心部の仙台駅前と呼ばれるエリアにあり、青葉通と東四番丁との交差点南西角に建つ。周辺は、金融関係の企業を中心にオフィス街を形成している。
清水地所が所有していた仙台清水ビルを建て替える形で、秋田銀行、日産生命保険、清水地所などが発注者となりビルを建設。青葉通よりセットバックした形で1996年竣工した。
かつて1階には「日立情報プラザ仙台」（HIT PLAZA、日立ヒットプラザ）が入居していた。JRおよび仙台市地下鉄の仙台駅に近く、2000年（平成12年）には当ビル前の地下にあおば通駅も開業するなど交通至便の立地もあって、写真展、東北放送の公開収録、TBCラジオまつりの会場などに用いられ、仙台の集客施設のひとつであったが、その後同施設は撤退し野村證券仙台支店仮店舗を経て、現在はあおぞら銀行仙台支店が所在する。

## 入居テナント
| 階 | テナント |
| -- | --- |
| 14 | 豊田通商東北支店、テックコーポレーション仙台支店、山一産協東北支店、山一興産東北支店、ENEOSウイング東北支店,株式会社M＆K                                   |
| 13 | リクルートスタッフィング仙台支店、独立行政法人高齢・障害・求職者雇用支援機構宮城高齢・障害者雇用支援センター、東京貿易機械仙台支店、マクロミル仙台オフィス |
| 12 | 同和警備 |
| 11 | 熊谷会計事務所、アクサ生命東北北海道営業局、清水地所仙台営業所、キーウェアソリューションズ東北支店                                                         |
| 10 | ピーアンドピー仙台営業所、ジャパンクリーン、NOK仙台支店、日本メクトロン仙台営業課、グロップ仙台オフィス                                                    |
| 9  | プルデンシャル生命仙台支社、三幸エステート仙台支店、はごろもフーズ仙台営業所                                                                               |
| 8  | 東北NSソリューションズ、あすか創建東北支店 |
| 7  | イーピーミント仙台支店 |
| 6  | 京セラ東北営業所、京セラソーラーコーポレーション東北営業所、京セラメディカル東北営業所                                                                     |
| 5  | 東日本高速道路東北支社 |
| 4  | 東日本高速道路東北支社 |
| 3  | アボットバスキュラージャパン仙台営業所、東日本高速道路東北支社、横河レンタ・リース東北支店                                                                 |
| 2  | 秋田銀行仙台支店、あおぞら銀行仙台支店、三井情報東日本営業所、薬学ゼミナール仙台教室                                                                       |
| 1  | 秋田銀行仙台支店、あおぞら銀行仙台支店、駐車場 |
| B1 | 田中眼科クリニック、メニコン仙台、CREA BODY |

また、2007年までオーストラリア領事館が入居していた。

## アクセス
- 鉄道
  - JR仙石線・あおば通駅の出入口2の目の前
  - 仙台市地下鉄南北線・仙台駅の北2出口から徒歩1分
  - JR仙台駅西口より徒歩4分
- バス
  - 仙台駅のバス乗り場参照

## 近隣施設
- 荘銀ビル
- 仙台ファーストタワー
- 七十七銀行本店